# Zayn Hakeem
 Zayn Mohammed Junayd Hakeem (sinh ngày 15 tháng 2 năm 1999) là một cầu thủ bóng đá thi đấu cho Mansfield Town. Hakeem sinh ra ở Anh, nhưng lại đại diện Antigua và Barbuda thi đấu quốc tế.

## Cuộc sống ban đầu
Hakeem học tại The Martin High School, Anstey, Leicestershire từ năm 2012.

## Sự nghiệp câu lạc bộ
Hakeem bắt đầu sự nghiệp cùng với Mansfield Town và có màn ra mắt ngày 7 tháng 5 năm 2016 trong trận hòa 0–0 với Cambridge United.

## Sự nghiệp quốc tế
Hakeem đại diện thi đấu ở U-20 Antigua và Barbuda. Anh ghi 2 bàn vào lưới Bermuda ở Vòng loại Giải vô địch bóng đá U-20 CONCACAF 2017.